# Championnat du monde moins de 18 ans de hockey sur glace 2004
Navigation
Édition précédente Édition suivante
Le Championnat du monde moins de 18 ans de hockey sur glace 2004 se déroule à Minsk en Biélorussie du 8 au 18 avril 2004. La Russie remporte l'or devant les États-Unis et la République tchèque.

## Division élite

### Tour préliminaire
Pour les significations des abréviations, voir Statistiques du hockey sur glace.

#### Groupe A

##### Matches
| Date     | Équipe      | Score | Équipe      | Score par période |
| 8 avril  | Danemark    | 2-5   | États-Unis  | 0-0, 1-3, 1-2     |
| 8 avril  | Suède       | 0-5   | Canada      | 0-1, 0-1, 0-3     |
| 9 avril  | Biélorussie | 1-4   | Danemark    | 0-1, 1-2, 0-1     |
| 10 avril | États-Unis  | 6-2   | Suède       | 3-0, 3-1, 0-1     |
| 10 avril | Canada      | 7-2   | Biélorussie | 3-1, 2-1, 2-0     |
| 11 avril | Danemark    | 1-2   | Canada      | 1-1, 0-1, 0-0     |
| 12 avril | Suède       | 2-1   | Danemark    | 0-0, 1-0, 1-1     |
| 12 avril | États-Unis  | 9-0   | Biélorussie | 2-0, 4-0, 3-0     |
| 13 avril | Canada      | 1-2   | États-Unis  | 0-0, 1-0, 0-2     |
| 13 avril | Biélorussie | 0-4   | Suède       | 0-2, 0-0, 0-2     |

##### Classement
| Équipe      | PJ | V | D | N | BP | BC | PTS |
| ----------- | -- | - | - | - | -- | -- | --- |
| États-Unis  | 4  | 4 | 0 | 0 | 22 | 5  | 8   |
| Canada      | 4  | 3 | 1 | 0 | 15 | 5  | 6   |
| Suède       | 4  | 1 | 2 | 1 | 8  | 12 | 4   |
| Danemark    | 4  | 1 | 3 | 0 | 8  | 10 | 2   |
| Biélorussie | 4  | 0 | 4 | 0 | 3  | 24 | 0   |

#### Groupe B

##### Matches
| Date     | Équipe             | Score | Équipe             | Score par période |
| 8 avril  | Norvège            | 4-8   | Russie             | 1-2, 1-3, 2-3     |
| 8 avril  | République tchèque | 1-1   | Slovaquie          | 0-0, 1-0, 0-1     |
| 9 avril  | Finlande           | 9-0   | Norvège            | 1-0, 4-0, 4-0     |
| 10 avril | Russie             | 1-1   | République tchèque | 0-0, 1-0, 0-1     |
| 10 avril | Slovaquie          | 2-2   | Finlande           | 0-1, 1-1, 1-0     |
| 11 avril | Norvège            | 2-8   | Slovaquie          | 0-2, 1-2, 1-4     |
| 12 avril | République tchèque | 7-0   | Norvège            | 4-0, 1-0, 2-0     |
| 12 avril | Russie             | 5-2   | Finlande           | 2-0, 0-1, 3-1     |
| 13 avril | Finlande           | 1-1   | République tchèque | 1-0, 0-0, 0-1     |
| 13 avril | Slovaquie          | 2-2   | Russie             | 2-0, 0-1, 0-1     |

##### Classement
| Équipe    | PJ | V | D | N | BP | BC | PTS |
| --------- | -- | - | - | - | -- | -- | --- |
| Russie    | 4  | 2 | 0 | 2 | 16 | 9  | 6   |
| Tchéquie  | 4  | 1 | 0 | 3 | 10 | 3  | 5   |
| Slovaquie | 4  | 1 | 0 | 3 | 13 | 7  | 5   |
| Finlande  | 4  | 1 | 1 | 2 | 14 | 8  | 4   |
| Norvège   | 4  | 0 | 4 | 0 | 6  | 32 | 0   |

### Tour de relégation
| Date     | Équipe      | Score | Équipe      | Score par période |
| 9 avril* | Biélorussie | 1-4   | Danemark    | 0-1, 1-2, 0-1     |
| 9 avril* | Finlande    | 9-0   | Norvège     | 1-0, 4-0, 4-0     |
| 15 avril | Finlande    | 5-2   | Biélorussie | 2-1, 2-0, 1-1     |
| 15 avril | Danemark    | 7-4   | Norvège     | 3-1, 0-1, 4-2     |
| 16 avril | Danemark    | 1-4   | Finlande    | 1-2, 0-1, 0-1     |
| 16 avril | Biélorussie | 4-3   | Norvège     | 0-1, 1-1, 3-1     |

* Note : Matchs du premier tour comptabilisés pour le classement du tour de relégation.

### Tour final

#### Matchs de barrage
- 15 avril : Canada 3-1 Slovaquie (2-0, 0-1, 1-0)
- 15 avril : République tchèque 5-1 Suède (1-1, 2-0, 2-0)

#### Demi-finales
- 16 avril : États-Unis 3-2 République tchèque (1-0, 2-2, 0-0)
- 16 avril : Russie 5-2 Canada (3-1, 1-0, 1-1)

#### Match pour la cinquième place
- 17 avril : Slovaquie 4-5 Suède (2-2, 1-2, 1-1)

#### Petite finale
- 18 avril : République tchèque 3-2 Canada (1-0, 1-2, 1-0)

#### Finale
- 22 avril : États-Unis 2-3 Russie (1-0, 0-1, 1-2)

### Classement final
| Classement | Équipe      |
| ---------- | ----------- |
| Or         | Russie      |
| Argent     | États-Unis  |
| Bronze     | Tchéquie    |
| 4          | Canada      |
| 5          | Suède       |
| 6          | Slovaquie   |
| 7          | Finlande    |
| 8          | Danemark    |
| 9          | Biélorussie |
| 10         | Norvège     |

La Biélorussie et la Norvège sont reléguées en division 2 pour l'édition 2005.

## Division 1

### Groupe A
Le groupe A se déroule à Amstetten en Autriche du 27 mars au 2 avril 2004.

#### Matchs
| Date    | Équipe   | Score | Équipe   | Score par période |
| 27 mars | Lettonie | 5-2   | Pologne  | 2-0, 1-0, 2-2     |
| 27 mars | Roumanie | 1-12  | Suisse   | 0-2, 0-4, 1-6     |
| 27 mars | Autriche | 2-7   | Slovénie | 1-3, 0-1, 1-3     |
| 28 mars | Slovénie | 6-1   | Roumanie | 3-1, 2-0, 1-0     |
| 28 mars | Suisse   | 6-2   | Lettonie | 4-0, 1-1, 1-1     |
| 28 mars | Pologne  | 3-4   | Autriche | 2-0, 0-3, 1-1     |
| 30 mars | Roumanie | 0-14  | Lettonie | 0-3, 0-7, 0-4     |
| 30 mars | Pologne  | 1-2   | Slovénie | 1-0, 0-1, 0-1     |
| 30 mars | Suisse   | 4-1   | Autriche | 0-1, 3-0, 1-0     |
| 31 mars | Pologne  | 2-2   | Roumanie | 1-0, 1-1, 0-1     |
| 31 mars | Slovénie | 2-6   | Suisse   | 1-1, 1-1, 0-4     |
| 31 mars | Lettonie | 3-6   | Autriche | 0-1, 0-2, 3-3     |
| 2 avril | Suisse   | 7-4   | Pologne  | 2-1, 2-2, 3-1     |
| 2 avril | Slovénie | 3-3   | Lettonie | 0-1, 2-1, 1-1     |
| 2 avril | Autriche | 8-1   | Roumanie | 1-1, 3-0, 4-0     |

#### Classement
| Équipe   | PJ | V | D | N | BP | BC | PTS |
| -------- | -- | - | - | - | -- | -- | --- |
| Suisse   | 5  | 5 | 0 | 0 | 35 | 10 | 10  |
| Slovénie | 5  | 3 | 1 | 1 | 20 | 13 | 7   |
| Autriche | 5  | 3 | 2 | 0 | 21 | 18 | 6   |
| Lettonie | 5  | 2 | 2 | 1 | 27 | 17 | 5   |
| Pologne  | 5  | 1 | 4 | 0 | 12 | 20 | 1   |
| Roumanie | 5  | 1 | 4 | 0 | 5  | 42 | 1   |

La Suisse est promue en division Élite et la Roumanie est reléguée en division 2 pour l'édition 2005.

### Groupe B
Le groupe B se déroule à Asiago en Italie du 29 mars au 4 avril 2004.

#### Matchs
| Date      | Équipe     | Score | Équipe     | Score par période |
| 29 mars   | France     | 1-2   | Allemagne  | 0-1, 0-1, 1-0     |
| 29 mars   | Corée      | 2-2   | Kazakhstan | 1-0, 0-0, 1-2     |
| 29 mars   | Japon      | 2-1   | Italie     | 2-0, 0-1, 0-0     |
| 30 mars   | Kazakhstan | 3-2   | France     | 0-2, 3-0, 0-0     |
| 30 mars   | Italie     | 5-1   | Corée      | 3-0, 1-1, 1-0     |
| 30 mars   | Allemagne  | 11-4  | Japon      | 3-2, 2-1, 6-1     |
| 1er avril | Kazakhstan | 1-2   | Japon      | 0-0, 1-1, 0-1     |
| 1er avril | Corée      | 2-7   | France     | 1-4, 1-1, 0-2     |
| 1er avril | Allemagne  | 7-1   | Italie     | 4-1, 1-0, 2-0     |
| 2 avril   | France     | 0-2   | Japon      | 0-0, 0-1, 0-1     |
| 2 avril   | Allemagne  | 8-2   | Corée      | 2-2, 3-0, 3-0     |
| 2 avril   | Italie     | 3-2   | Kazakhstan | 0-0, 2-0, 1-2     |
| 4 avril   | Kazakhstan | 4-10  | Allemagne  | 0-2, 2-3, 2-5     |
| 4 avril   | Japon      | 4-1   | Corée      | 0-0, 2-1, 2-0     |
| 4 avril   | Italie     | 4-4   | France     | 3-0, 0-4, 1-0     |

#### Classement
| Équipe       | PJ | V | D | N | BP | BC | PTS |
| ------------ | -- | - | - | - | -- | -- | --- |
| Allemagne    | 5  | 5 | 0 | 0 | 38 | 12 | 10  |
| Japon        | 5  | 4 | 1 | 0 | 14 | 14 | 8   |
| Italie       | 5  | 2 | 2 | 1 | 12 | 19 | 5   |
| Kazakhstan   | 5  | 1 | 3 | 1 | 12 | 19 | 3   |
| France       | 5  | 1 | 3 | 1 | 14 | 13 | 3   |
| Corée du Sud | 5  | 0 | 4 | 1 | 8  | 26 | 1   |

L'Allemagne est promue en division Élite et la Corée est reléguée en division 2 pour l'édition 2005.

## Division 2

### Groupe A
Le groupe A de la division 2 se déroule à Debrecen en Hongrie du 28 mars au 3 avril 2004.

#### Matchs
| Date    | Équipe   | Score | Équipe   | Score par période |
| 28 mars | Islande  | 0-21  | Ukraine  | 0-8, 0-7, 0-6     |
| 28 mars | Espagne  | 6-9   | Pays-Bas | 3-3, 1-3, 2-3     |
| 28 mars | Belgique | 3-13  | Hongrie  | 1-4, 1-5, 1-4     |
| 29 mars | Pays-Bas | 11-1  | Islande  | 6-0, 1-0, 4-1     |
| 29 mars | Ukraine  | 14-2  | Belgique | 4-1, 3-0, 7-1     |
| 29 mars | Hongrie  | 8-1   | Espagne  | 1-1, 2-0, 5-0     |
| 31 mars | Ukraine  | 11-2  | Espagne  | 3-1, 5-1, 3-0     |
| 31 mars | Islande  | 4-3   | Belgique | 2-1, 1-0, 1-2     |
| 31 mars | Hongrie  | 5-5   | Pays-Bas | 1-0, 2-3, 2-2     |
| 2 avril | Belgique | 3-3   | Espagne  | 2-0, 0-2, 1-1     |
| 2 avril | Pays-Bas | 1-11  | Ukraine  | 0-4, 1-2, 0-5     |
| 2 avril | Hongrie  | 13-4  | Islande  | 4-2, 3-2, 6-0     |
| 3 avril | Pays-Bas | 15-1  | Belgique | 9-0, 3-1, 3-0     |
| 3 avril | Espagne  | 9-5   | Islande  | 2-4, 4-1, 3-0     |
| 3 avril | Ukraine  | 5-2   | Hongrie  | 3-0, 1-1, 1-1     |

#### Classement
| Équipe   | PJ | V | D | N | BP | BC | PTS |
| -------- | -- | - | - | - | -- | -- | --- |
| Ukraine  | 5  | 5 | 0 | 0 | 67 | 2  | 10  |
| Hongrie  | 5  | 3 | 1 | 1 | 41 | 18 | 7   |
| Pays-Bas | 5  | 3 | 1 | 1 | 41 | 24 | 7   |
| Espagne  | 5  | 1 | 3 | 1 | 21 | 36 | 3   |
| Islande  | 5  | 1 | 4 | 0 | 14 | 57 | 2   |
| Belgique | 5  | 0 | 4 | 1 | 12 | 49 | 1   |

L'Ukraine est promue en division 1 et la Belgique est reléguée en division 3 pour l'édition 2005.

### Groupe B
Le groupe B de la division 2 se déroule à Elektrenai et Kaunas en Lituanie du 1er au 7 mars 2004.

#### Matchs
| Date     | Équipe               | Score | Équipe               | Score par période |
| 1er mars | Australie            | 0-14  | Grande-Bretagne      | 0-5, 0-3, 0-6     |
| 1er mars | Serbie-et-Monténégro | 0-10  | Estonie              | 0-3, 0-5, 0-2     |
| 1er mars | Lituanie             | 1-4   | Croatie              | 1-3, 0-0, 0-1     |
| 2 mars   | Grande-Bretagne      | 5-3   | Serbie-et-Monténégro | 1-0, 2-1, 2-2     |
| 2 mars   | Estonie              | 4-2   | Lituanie             | 2-0, 2-0, 0-2     |
| 2 mars   | Croatie              | 6-0   | Australie            | 1-0, 3-0, 2-0     |
| 4 mars   | Estonie              | 5-1   | Croatie              | 1-0, 2-0, 2-1     |
| 4 mars   | Australie            | 2-5   | Serbie-et-Monténégro | 0-1, 2-3, 0-1     |
| 4 mars   | Grande-Bretagne      | 2-1   | Lituanie             | 1-0, 0-0, 1-1     |
| 5 mars   | Croatie              | 1-7   | Grande-Bretagne      | 0-1, 0-4, 1-2     |
| 5 mars   | Estonie              | 15-1  | Australie            | 5-1, 3-0, 7-0     |
| 5 mars   | Serbie-et-Monténégro | 3-4   | Afrique du Sud       | 1-2, 1-0, 1-2     |
| 7 mars   | Croatie              | 5-1   | Serbie-et-Monténégro | 1-0, 1-1, 3-0     |
| 7 mars   | Grande-Bretagne      | 2-1   | Estonie              | 0-0, 0-0, 2-1     |
| 7 mars   | Lituanie             | 2-2   | Australie            | 2-1, 0-1, 0-0     |

#### Classement
| Équipe               | PJ | V | D | N | BP | BC | PTS |
| -------------------- | -- | - | - | - | -- | -- | --- |
| Grande-Bretagne      | 5  | 5 | 0 | 0 | 36 | 10 | 10  |
| Estonie              | 5  | 4 | 1 | 0 | 35 | 6  | 8   |
| Croatie              | 5  | 3 | 2 | 0 | 17 | 14 | 6   |
| Lituanie             | 5  | 1 | 3 | 1 | 10 | 15 | 3   |
| Serbie-et-Monténégro | 5  | 1 | 4 | 0 | 12 | 26 | 2   |
| Australie            | 5  | 0 | 4 | 1 | 5  | 42 | 0   |

La Grande-Bretagne est promue en division 1 et l'Australie est reléguée en division 3 pour l'édition 2005.

## Division 3
La division 3 est cette année regroupée en un seul groupe. Elle se déroule à Sofia en Bulgarie du 6 au 14 mars 2004.

### Matchs
| Date    | Équipe             | Score | Équipe             | Score par période |
| 6 mars  | Bulgarie           | 1-4   | Nouvelle-Zélande   | 0-0, 0-2, 1-2     |
| 6 mars  | Mexique            | 10-0  | Israël             | 2-0, 5-0, 3-0     |
| 6 mars  | Turquie            | 7-3   | Bosnie-Herzégovine | 4-0, 2-1, 1-2     |
| 7 mars  | Nouvelle-Zélande   | 2-2   | Afrique du Sud     | 0-1, 1-0, 1-1     |
| 7 mars  | Israël             | 1-7   | Bulgarie           | 0-2, 1-3, 0-2     |
| 7 mars  | Bosnie-Herzégovine | 1-10  | Mexique            | 0-1, 0-2, 1-7     |
| 8 mars  | Afrique du Sud     | 6-4   | Israël             | 5-1, 0-1, 1-2     |
| 8 mars  | Turquie            | 0-8   | Nouvelle-Zélande   | 0-1, 0-3, 0-4     |
| 8 mars  | Bulgarie           | 7-2   | Bosnie-Herzégovine | 5-1, 1-1, 1-0     |
| 10 mars | Nouvelle-Zélande   | 0-2   | Mexique            | 0-1, 0-1, 0-0     |
| 10 mars | Israël             | 4-1   | Turquie            | 2-0, 2-1, 0-0     |
| 10 mars | Bosnie-Herzégovine | 0-14  | Afrique du Sud     | 0-4, 0-2, 0-8     |
| 11 mars | Israël             | 1-3   | Nouvelle-Zélande   | 0-0, 1-1, 0-2     |
| 11 mars | Afrique du Sud     | 10-1  | Turquie            | 2-0, 5-0, 3-1     |
| 11 mars | Bulgarie           | 1-6   | Mexique            | 0-4, 0-1, 1-1     |
| 13 mars | Nouvelle-Zélande   | 11-0  | Bosnie-Herzégovine | 5-0, 1-0, 5-0     |
| 13 mars | Turquie            | 3-6   | Bulgarie           | 0-3, 1-1, 2-2     |
| 13 mars | Mexique            | 4-2   | Afrique du Sud     | 0-1, 2-0, 2-1     |
| 14 mars | Bosnie-Herzégovine | 1-5   | Israël             | 0-2, 3-1, 1-2     |
| 14 mars | Mexique            | 9-0   | Turquie            | 3-0, 3-0, 3-0     |
| 14 mars | Afrique du Sud     | 6-0   | Bulgarie           | 2-0, 2-0, 2-0     |

### Classement
| Équipe           | PJ | V | D | N | BP | BC | Pts |
| ---------------- | -- | - | - | - | -- | -- | --- |
| Australie        | 3  | 3 | 0 | 0 | 28 | 6  | 6   |
| Mexique          | 3  | 2 | 1 | 0 | 12 | 12 | 4   |
| Chine            | 3  | 1 | 2 | 0 | 11 | 12 | 2   |
| Nouvelle-Zélande | 3  | 0 | 3 | 0 | 2  | 23 | 0   |

Le Mexique et l'Afrique du Sud sont promus en division 2 pour l'édition 2005.